# Mausolée de Cyrus
Le mausolée de Cyrus (également tombe ou tombeau) est un mausolée érigé dans la cité antique de Pasargades, en Iran. Selon la tradition, il s'agit du lieu d'enterrement de Cyrus le Grand (mort en 529 av. J.-C.), fondateur de l'Empire perse.

## Description
Le mausolée, situé sur le site de Pasargades dans la province iranienne du Fars, à environ 2 km au sud-ouest de la forteresse de Toll-e Takht, est un édifice en calcaire érigé au sommet d'un podium à six degrés. L'édifice mesure 13,2 m de long sur 12,2 m de large, pour une hauteur de 11,1 m,.
La chambre funéraire, coifée d'un toit à double pente, longue de 3,17 m, large de 2,11 m et haut de 2,11 m, possède deux entrées, longues et étroites.
La principale décoration de la tombe est une rosette au-dessus de la porte, sur le pignon.

## Historique
Cyrus II commence la construction de sa capitale Pasargades vers 546 av. J.-C. Elle n'est pas terminée lorsqu'il meurt au combat en 530 ou 529 av. J.-C. Son successeur Cambyse II déplace la capitale de l'Empire achéménide à Suse pendant son règne, qui s'achève en 522 av. J.-C.
Le mausolée qui s'élève à Pasargades est traditionnellement attribué à Cyrus II, bien qu'il n'existe aucune preuve définitive l'identifiant comme sa tombe. Les historiens grecs antiques rapportent qu'Alexandre le Grand pense que c'est bien le cas. En 331 av. J.-C., lorsqu'Alexandre détruit Persépolis, distante d'une quarantaine de km, il visite le monument. Il y trouve un lit en or, une table montée avec des verres et des boissons, un cercueil en or, de nombreux bijoux et ornements sertis de pierres précieuses, et une inscription. Aucune trace d'une telle inscription ne subsiste et sa formulation exacte est sujette à des controverses. Selon Strabon, l'inscription dit : « Passant, je suis Cyrus le Grand, j'ai donné aux Perses un Empire et j'ai régné sur l'Asie, alors ne jalouse pas ma tombe ». Selon Arrien, en 324 Alexandre demande à Aristobule de restaurer la tombe qui a été profanée pendant la campagne en Inde.
Le dessin de la tombe est crédité aux ziggurats mésopotamiennes ou élamites, mais la cella est généralement attribuée aux tombes antérieures de l'Urartu,. En particulier la tombe de Cyrus a presque les mêmes dimensions que celle d'Alyatte II, père du roi lydien Crésus ; ce lien éventuel ne fait toutefois pas consensus. En général, l'art et l'architecture de Pasargades illustrent la synthèse perse de différentes traditions, puisant dans la culture de l'Élam, de Babylone, d'Assyrie et d'Égypte antique, avec des influences d'Anatolie.
Le mausolée serait le plus vieil exemple de structure à base isolée dans le monde, signifiant qu'il est résistant aux risques sismiques.
Comme tout le site de Pasargades, le mausolée de Cyrus est inscrit au patrimoine mondial en 2004.

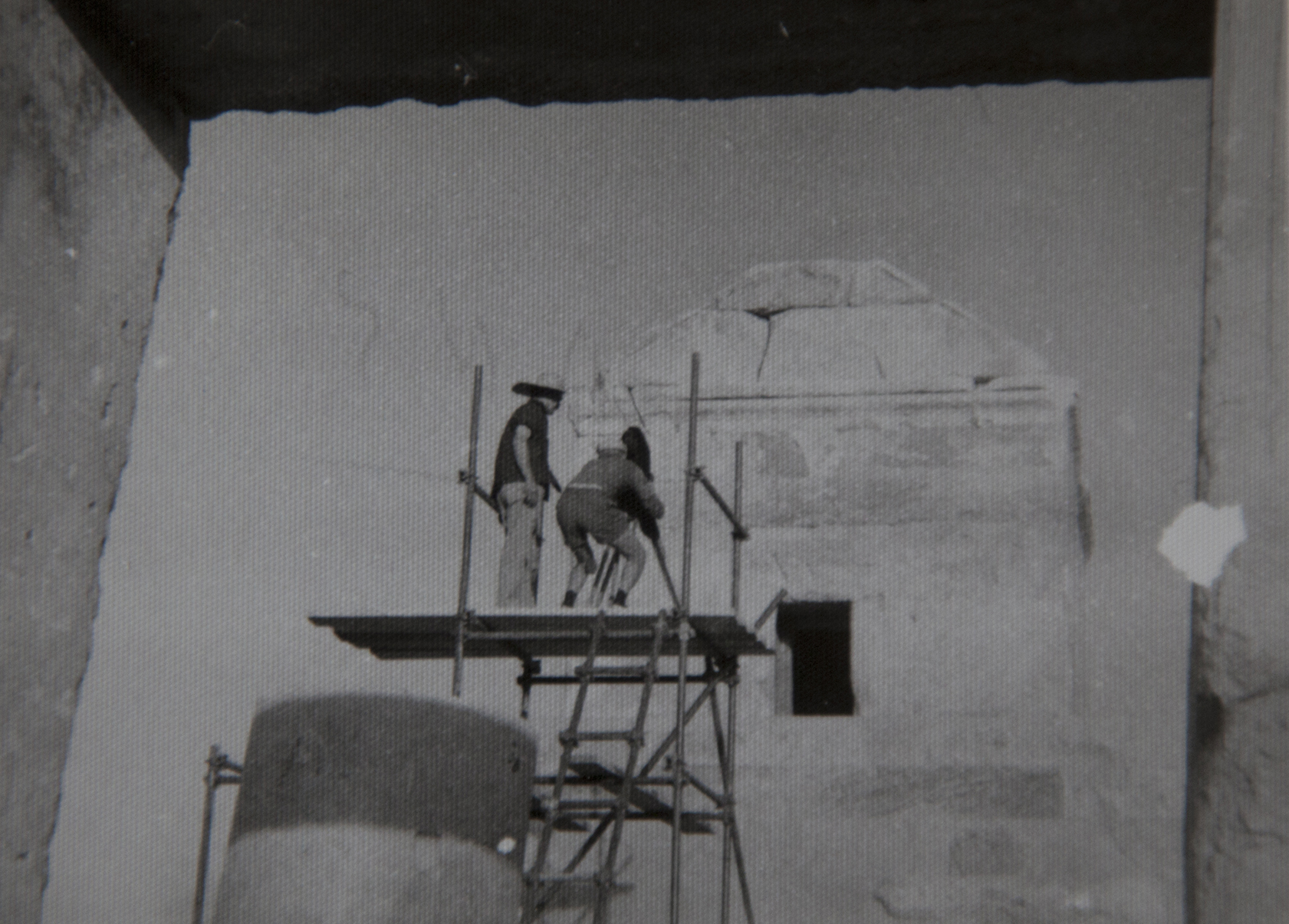
Tournage du film Cyrus le Grand en 1961 au mausolée de Cyrus.

## Galerie

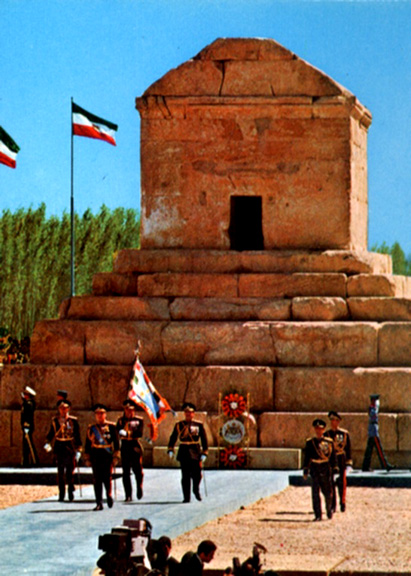
Célébration du 2 500e anniversaire de la fondation de l'Empire perse en 1971.
Animation autour du mausolée.
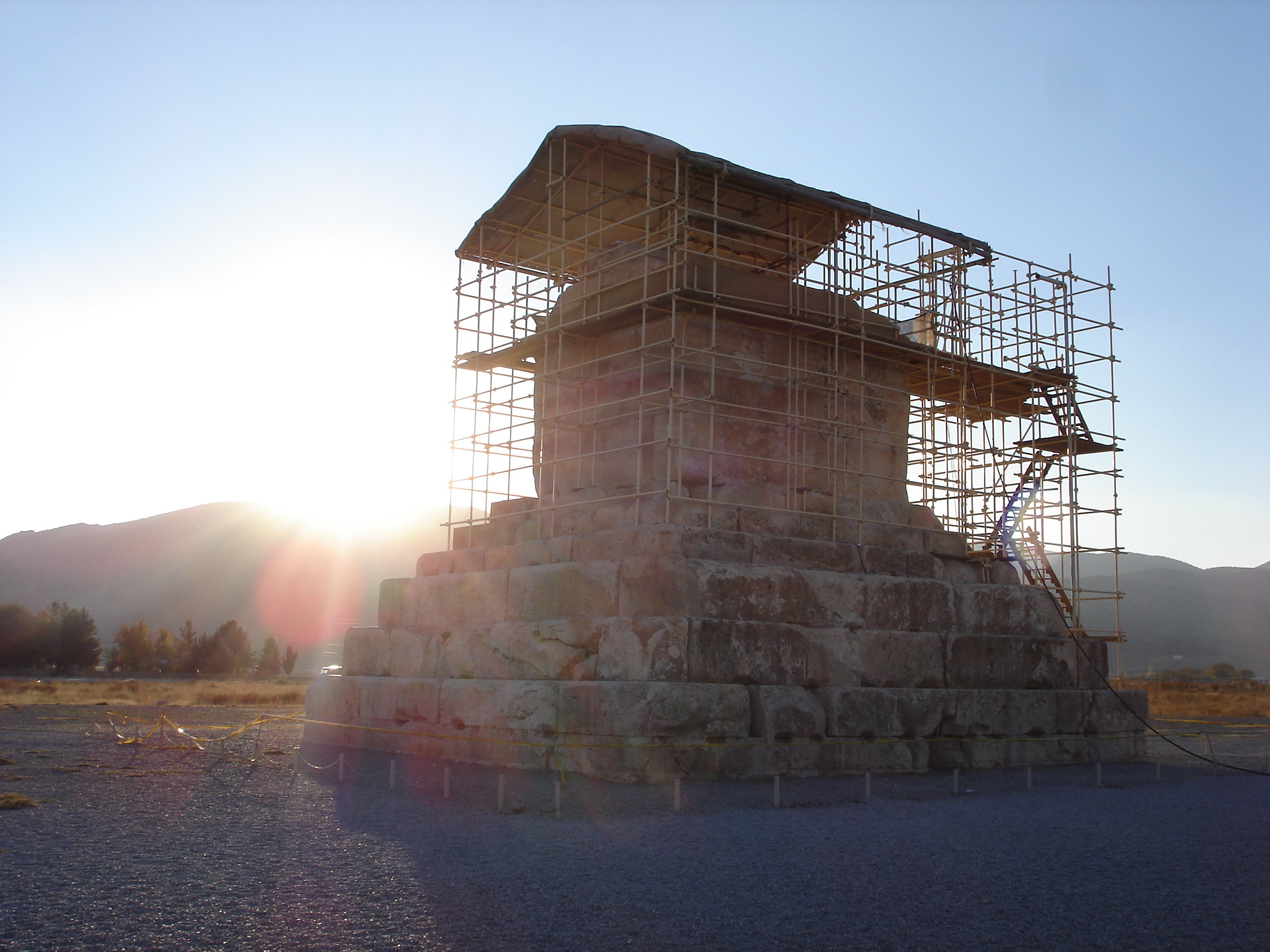
Rénovation du mausolée de Cyrus.
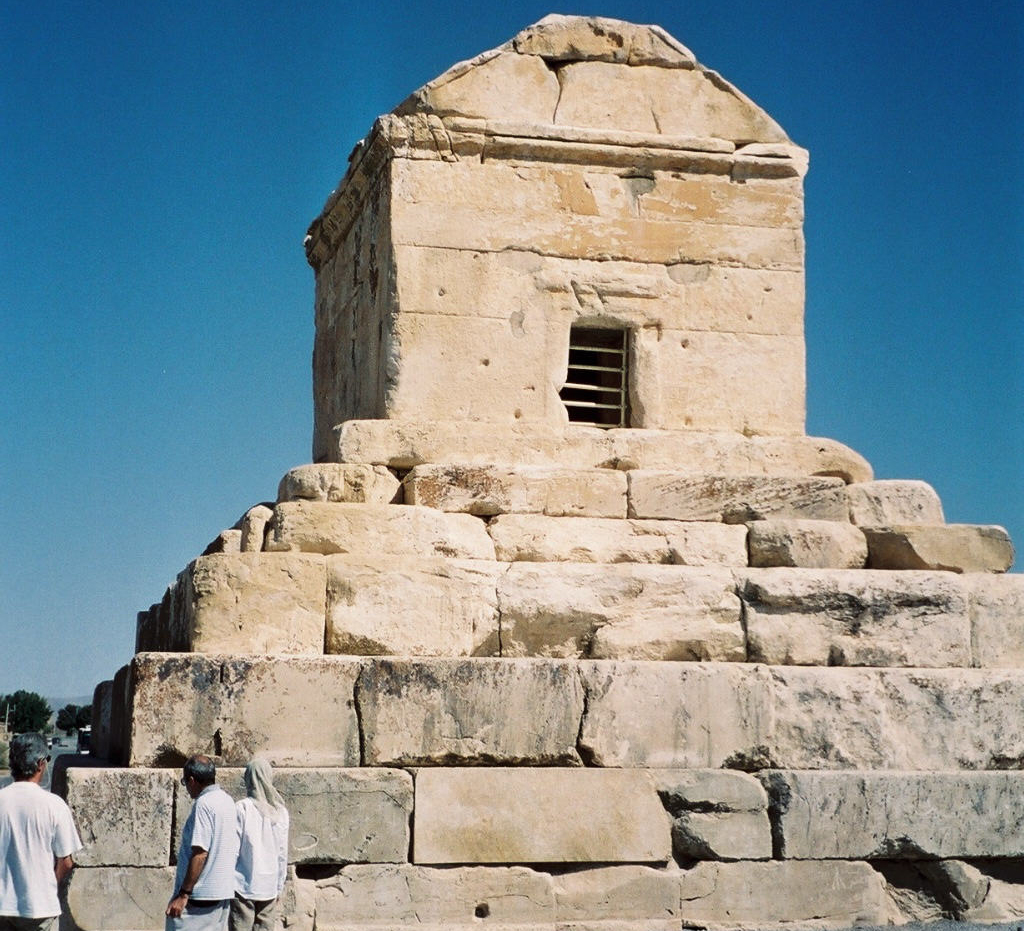
Mausolée de Cyrus le Grand en Iran.
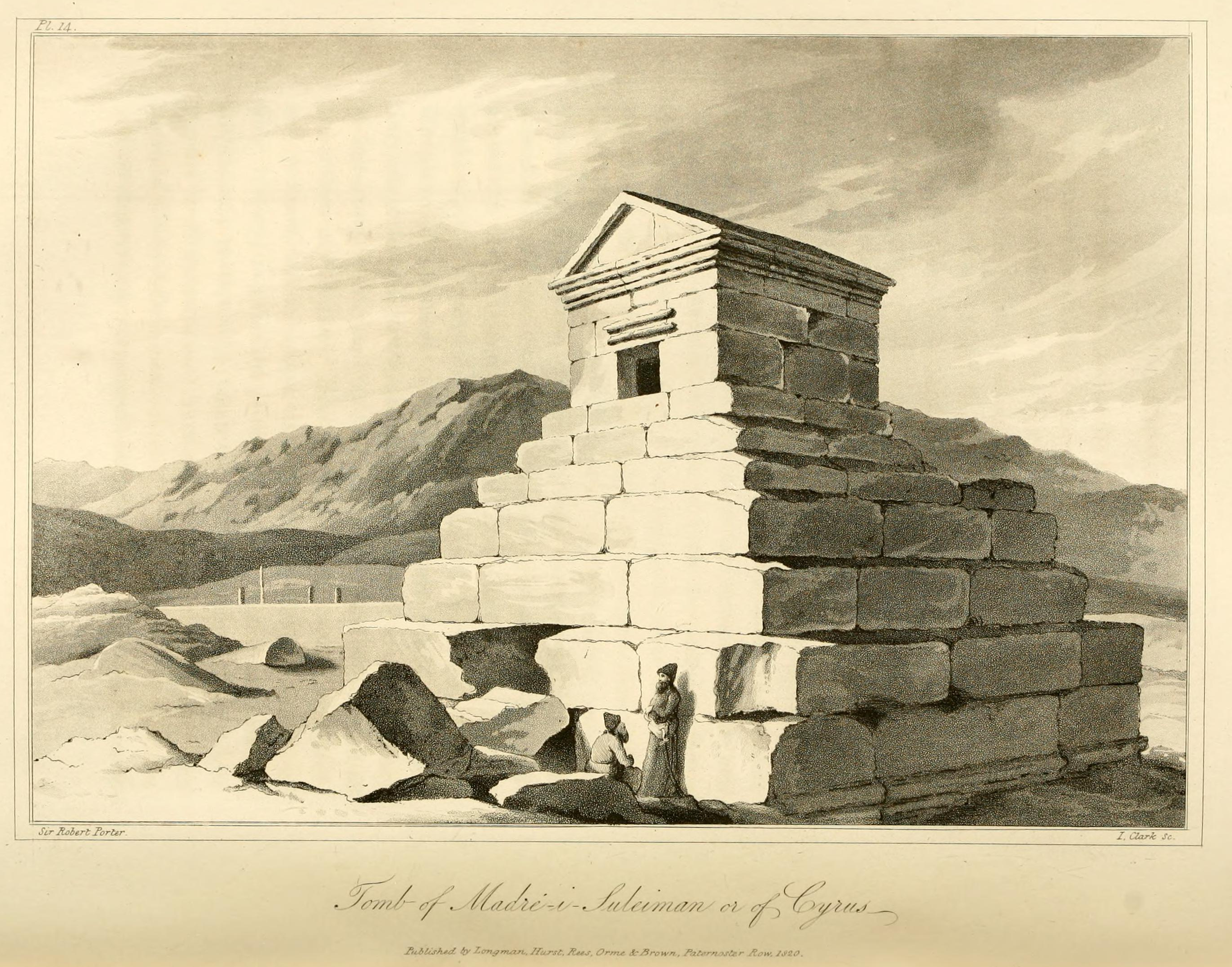
Par Robert Ker Porter, 1818
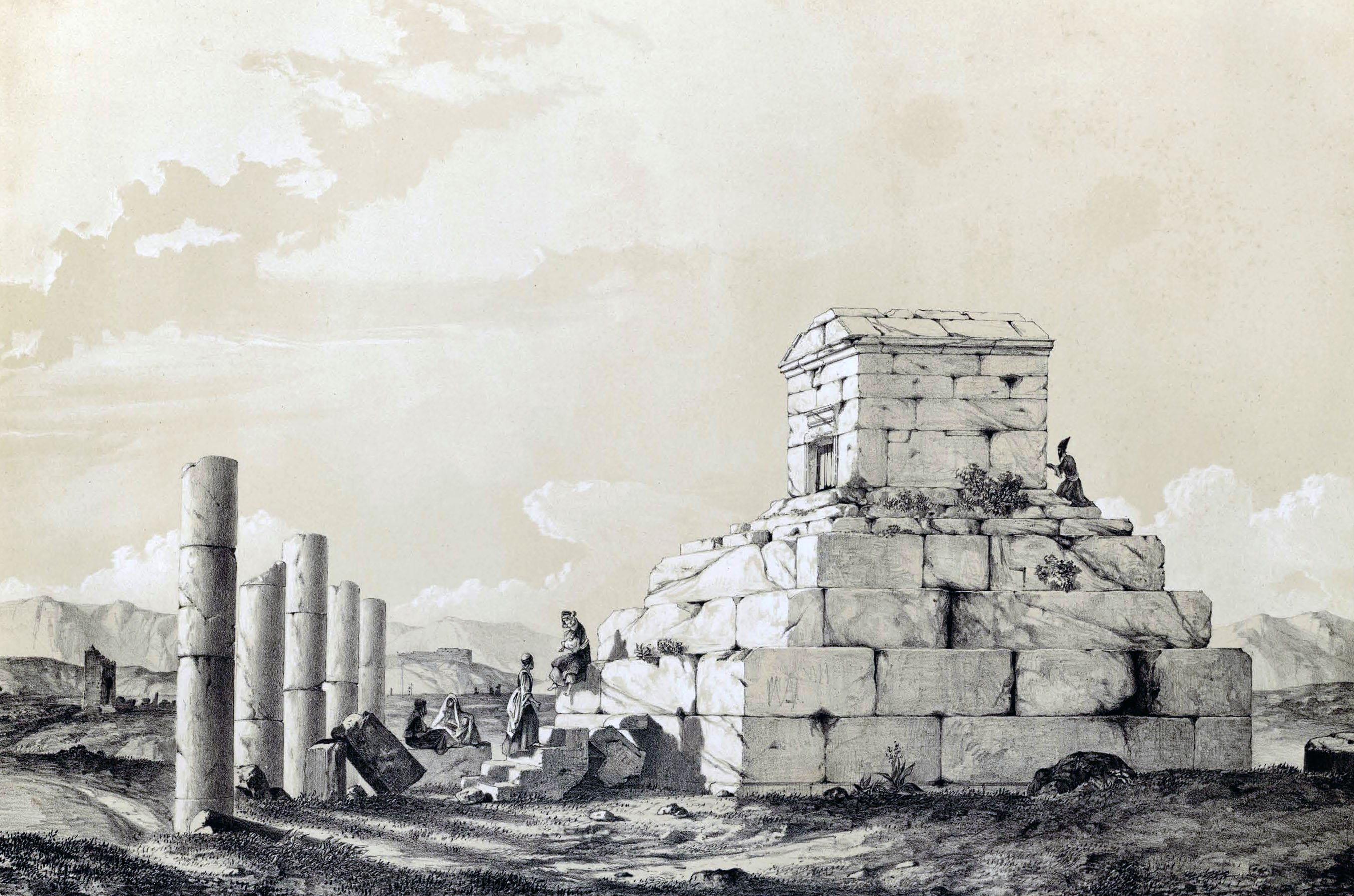
Pasargades par Eugène Flandin, 1840
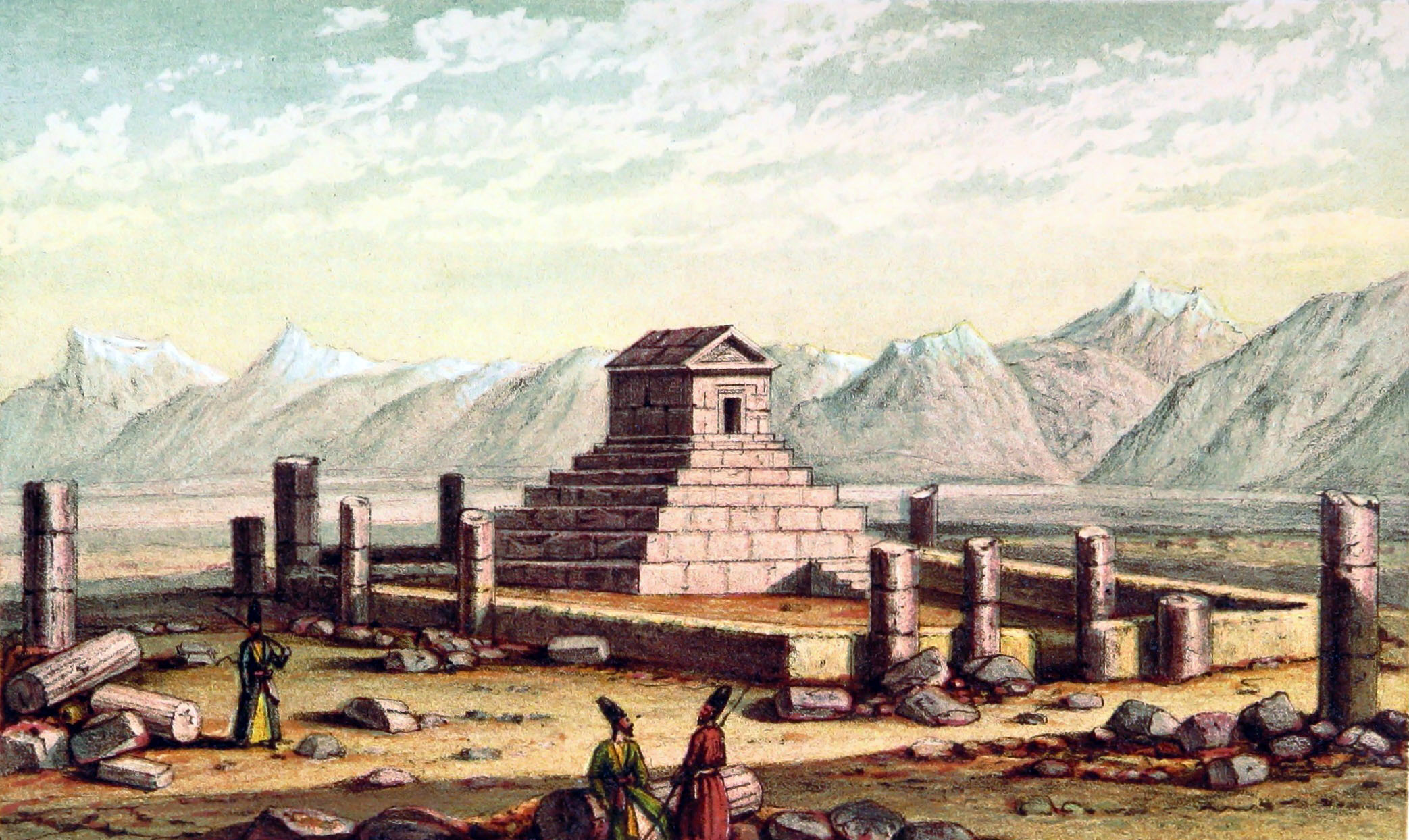
John Ussher, 1865
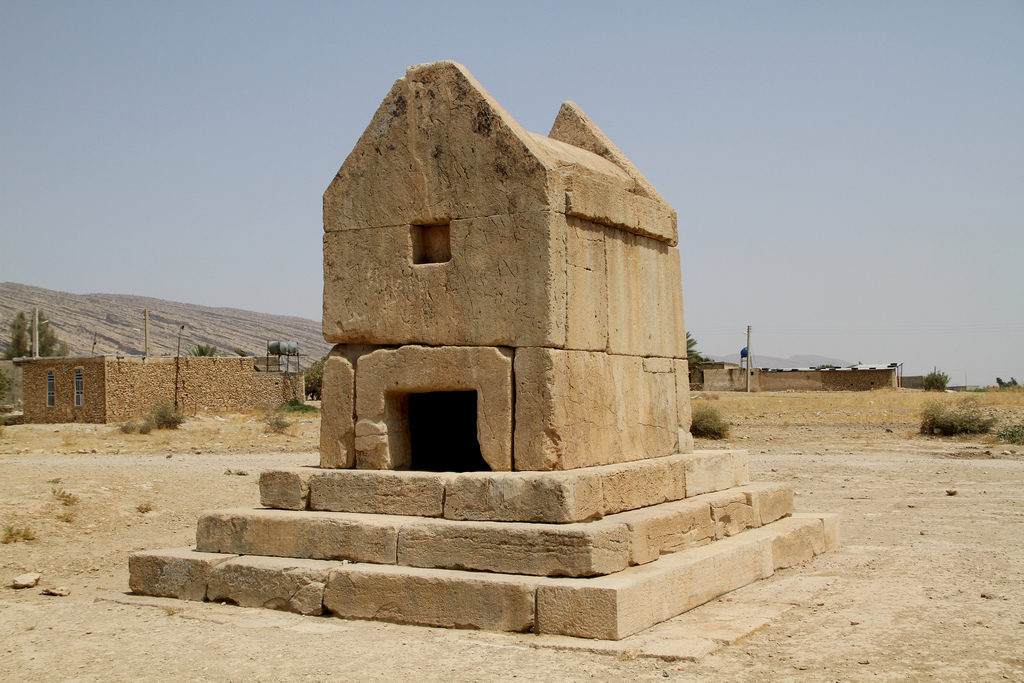
Gur-e-Dokhtar (en), possible mausolée de Cyrus Ier
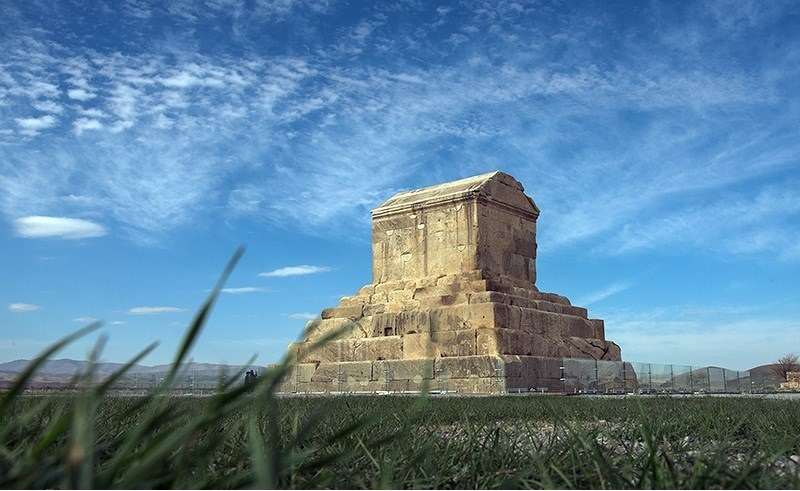
Tombeau de Cyrus le Grand
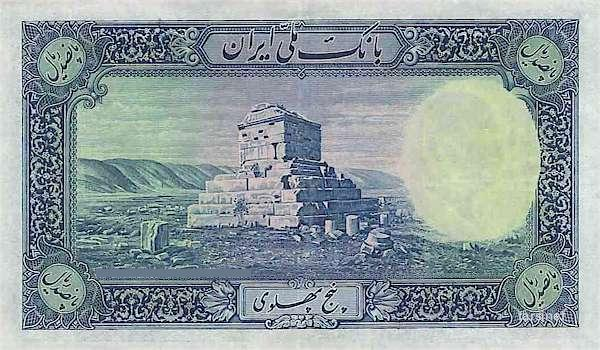
Vue de du tombeau de Cyrus le Grand au revers d'un billet de 500 Rials de 1938.
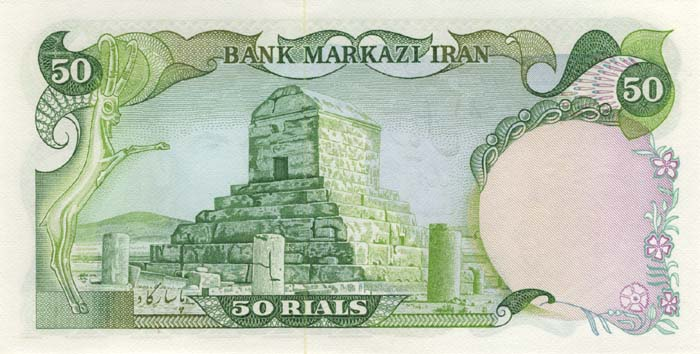
Vue de face du tombeau de Cyrus le Grand au revers d'un billet de 50 Rials des années 1970.